# Pyramica villiersi
Pyramica villiersi är en myrart som först beskrevs av Perrault 1986.  Pyramica villiersi ingår i släktet Pyramica och familjen myror. Inga underarter finns listade i Catalogue of Life.